# 達恩利山
59°3′S 26°30′W / 59.050°S 26.500°W
達恩利山（英語：Mount Darnley），是南極洲的山峰，位於南桑威奇群島的布里斯托爾島中南部，海拔高度1,100米，在1930年由英國探險隊繪入地圖，現時由英國海外領土管轄。